# Strumigenys forficata
Strumigenys forficata är en myrart som beskrevs av Brown 1959. Strumigenys forficata ingår i släktet Strumigenys och familjen myror. Inga underarter finns listade i Catalogue of Life.